# Command & Conquer: Renegade
Command & Conquer: Renegade es un videojuego de disparos en primera persona para PC, que forma parte de la serie Command & Conquer. Se trata del primer videojuego de la serie en primera persona.
- Datos: Q838003